# تنظيم التأثير
تَنظيم التَأثيرتؤثر التنظيمات و«نظرية التنظيم المؤثرة» على مفاهيم مهمة في الطب النفسي وعلم النفس وترتبط ارتباطًا وثيقًا بالتنظيم الانفعالي الذاتي. ومع ذلك، فإن هذا الأخير هو انعكاس للحالةِ المزاجيَةِ لِلفرد وليسَ وجدانه. تنظيم التأثير هو الأداءُ الفِعلي الذي يُمكن لِلمَرء إظهارُه في المَواقِف الصَعبةِ بِغَض النظر عن مزاجه أو عواطِفه. يرتبِط ارتباطًا وَثيقًا بِجودَة الوظائف التنفيذية والمعرفية وهذا ما يُمَيز هذا المَفهوم عن تنظيم الانفِعالات. يمكن لِلمَرء أن يكونَ لديهِ سيطَرة عاطِفِية مُنخَفِضة ولكن مُستوى عالٍ من التَحكُم في تأثيره، وبالتالي إظهار الأداء الطَبيعي بين الأشخاص نتيجة للادراك السليم.

## أُُُُُُنظر ايضاً
- وجدان
- نظرية الانفعال
- تنظيم انفعالي ذاتي